# Cuba nos Jogos Pan-Americanos de 1999
Cuba competiu nos Jogos Pan-Americanos de 1999, em Winnipeg, no Canadá.